# Жан Тодт
Жан Тодт (фр. Jean Todt; нар. 25 лютого 1946, П'єррфор) — французький спортсмен, конструктор та спортивний менеджер. Президент міжнародної автомобільної федерації (FIA) з 2009 по 2021 рік. Головний спортивний командний директор команди Формули-1 «Ferrari» з 1993 по 2007 рік.
29 квітня 2015 року Генеральний секретар ООН призначив його спеціальним посланцем з безпеки дорожнього руху.

## Біографія
Жан Тодт народився 25 лютого 1946 року в П'єррфорі, департамент Канталь, Франція. Син лікаря, закінчив медичний інститут в Парижі, за фахом ніколи не працював.

### Гоночна кар'єра
З 1969 успішно виступав в чемпіонаті ралі за команду Peugeot Talbot як штурман. Найбільшого успіху домігся в 1981 році, ставши віце-чемпіоном світу в парі з Гі Фрекеленом. Французька пара програла 7 очок своєму партнерові Арі Ватанену, штурманом якого був інший відомий в майбутньому менеджер Формули-1 Девід Річардс.
Після відходу з гонок Тодт став спортивним менеджером і конструктором. Він взяв участь у створенні Peugeot 205 для ралі. Машина виграла чемпіонати 1985 і 1986 року, а також 24 години Ле-Мана в 1992 і 1993 роках Тодт намагався умовити керівництво створити команду «Пежо» в Формулі-1, але ідея не була підтримана.

### Генеральний директор Scuderia Ferrari
Після цього Жан прийняв пропозицію «Феррарі» і очолив її відділення Формули-1 з 1993 року. На цій посаді Жан залучив в команду Росса Брауна і Міхаеля Шумахера, з якими привів Ferrari до низки блискучих перемог в чемпіонатах на початку 2000-х років. Разом з Россом Брауном Тодт вважається ідеологом «командної тактики», при якій перевага команди віддається одному гонщику з метою зробити його чемпіоном. Будучи успішною, ця стратегія проте часто викликала невдоволення як уболівальників, так і керівників FIA. Після того як на Гран-прі Австрії 2002 року Тодт віддав Рубенсу Баррікелло прямий наказ віддати перемогу Шумахеру, такі накази були на кілька років заборонені правилами.

### Президент FIA
Жан Тодт вийшов у відставку в 2008 році. У 2009 він переміг на виборах на пост глави FIA. Його головним суперником був Арі Ватанен, у якого Тодт виграв зі 135 голосами проти 49. 6 грудня 2013 року Жана переобрали на пост глави FIA на другий термін. Переобрання Тодта було підтверджено на Загальних зборах FIA в Парижі. 8 грудня 2017 року на засіданні Генеральної Асамблеї FIA в Парижі, одноголосно був знову переобраний на третій і останній термін до кінця 2021 року.
29 квітня 2015 року Генеральний секретар ООН призначив його спеціальним посланцем з безпеки дорожнього руху.

## Нагороди
- Орден «За заслуги» (Франція; 1991)
- Орден «За заслуги перед Італійською Республікою» (2002)
- Почесний доктор з машинобудування у Флорентійському університеті (2004)
- Кавалер Ордена Почесного легіону (2011)[11]
- Орден Ярослава Мудрого V ступеня (Україна; 19 квітня 2011) — за значний особистий внесок у розвиток українського та міжнародного автомобільного спорту[12][13];
- Орден святої Агати (Сан-Марино; 2012)
- Орден заслуг Сенегала (2013)
- Орден Дружби (Російська Федерація; 2015)[14]
- Командор ордена святого Карла (Монако; 2020)[15]